# Obóz koncentracyjny w Recsk

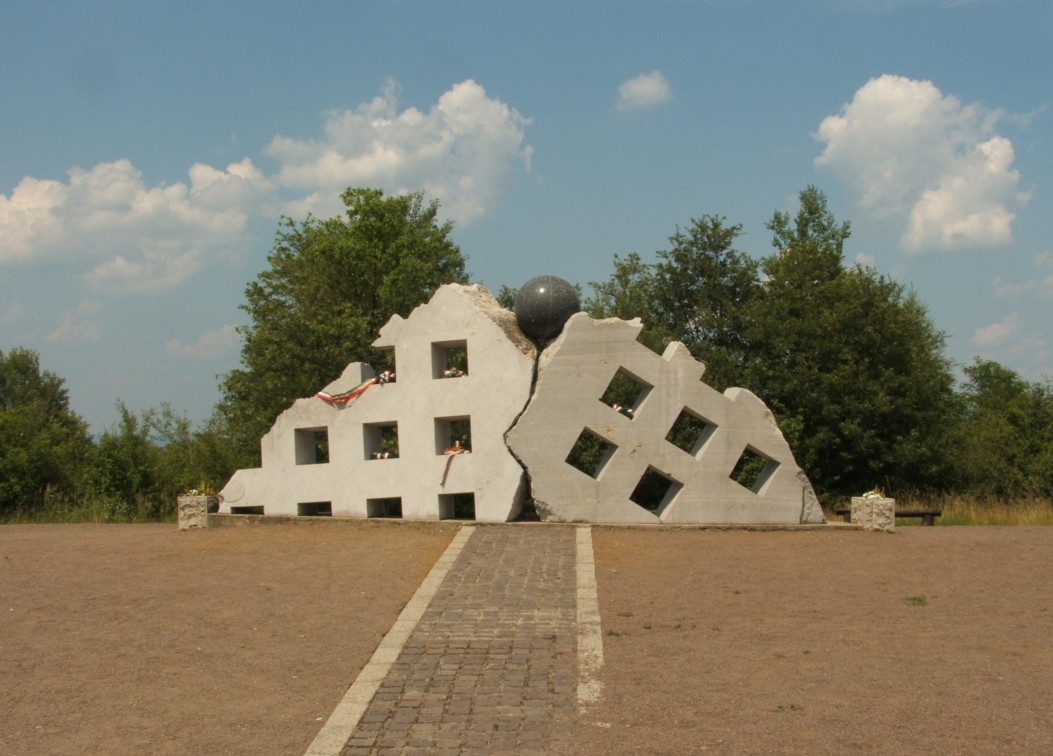
Pomnik ofiar

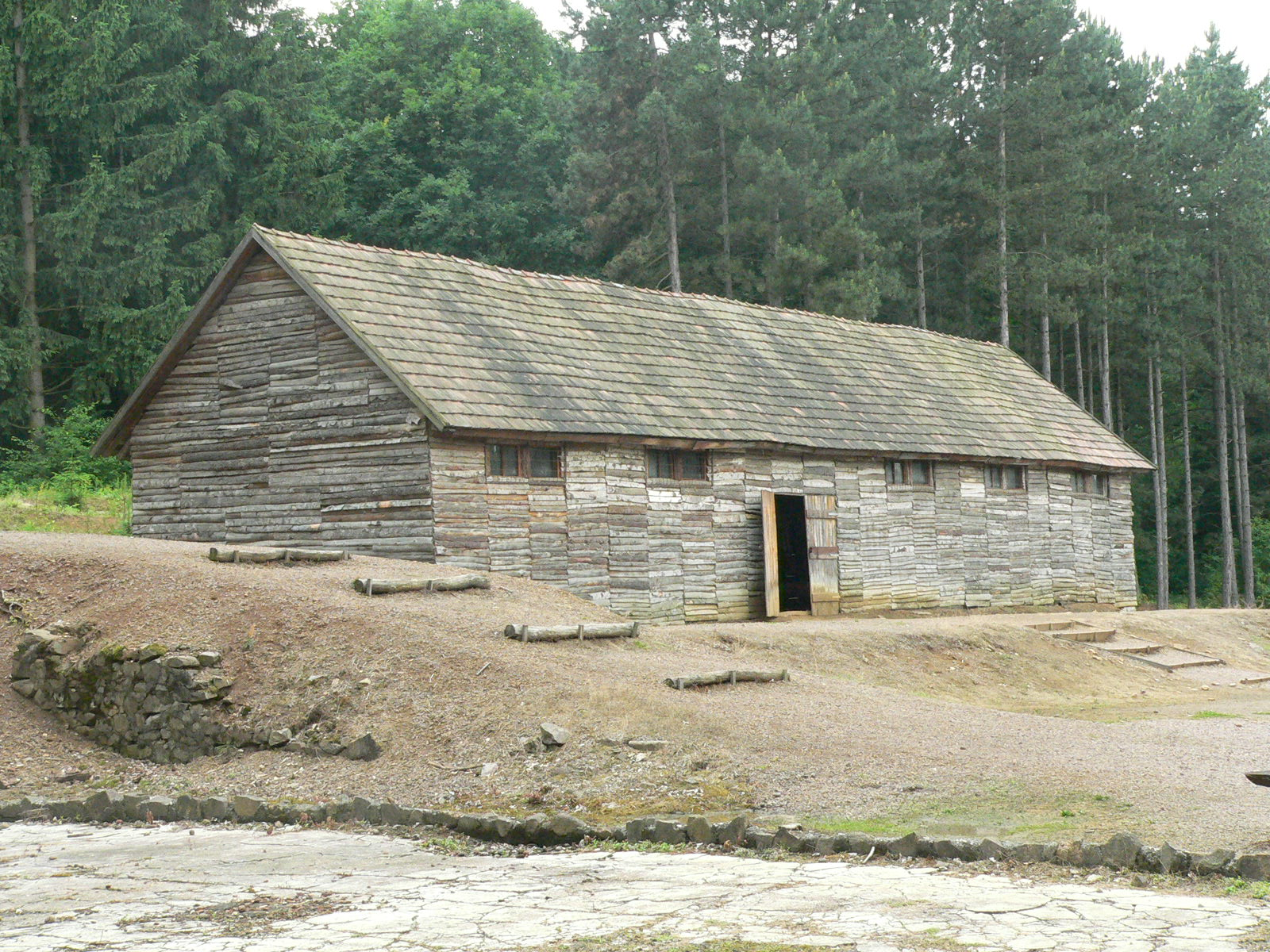
Zrekonstruowany barak

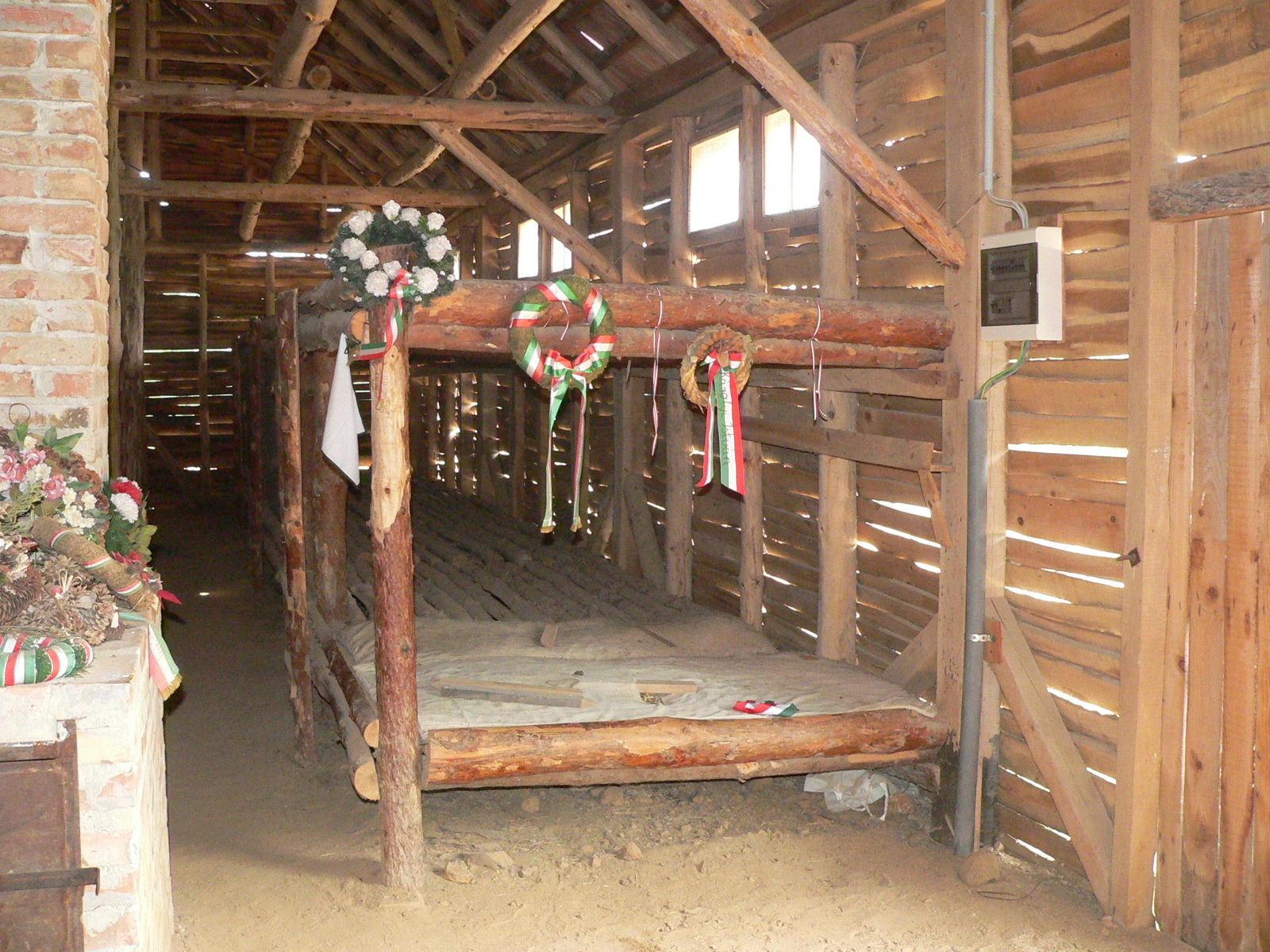
Wnętrze baraku, prycze

Obóz koncentracyjny w Recsk – węgierski komunistyczny obóz koncentracyjny zlokalizowany 6 km od miejscowości Recsk (Komitat Heves, powiat Pétervására).

## Historia
Obóz funkcjonował w latach 1950-1953, jako zaplecze pracy przymusowej dla kopalni Csákány. Był wzorowany na radzieckim Gułagu. Przetrzymywano w nim bez wyroków sądowych około 1500 więźniów zatrzymanych z powodów politycznych, jako przeciwników komunizmu. Byli to głównie politycy, literaci, dawni posiadacze ziemscy, robotnicy, czy inteligencja. Wyniszczano ich ciężką pracą fizyczną trwającą około 12–14 godzin na dobę. Więźniowie umierali nie tylko z wycieńczenia fizycznego, ale też z głodu, wypadków przy pracy, a także w wyniku morderstw dokonywanych przez komunistów.
Po śmierci Józefa Stalina premier Imre Nagy dokonał zamknięcia obozów pracy przymusowej, w tym również obozu w Recsk. Za czasów Jánosa Kádára rozebrano baraki, zniwelowano teren i obsadzono go lasem oraz sadami, starannie zacierając ślady zbrodniczej działalności. 

## Upamiętnienie
W 1991, po upadku rządów komunistycznych, wystawiono w miejscu dawnego obozu pomnik jego ofiar, a także brązowy model założenia. W 1996 utworzono Narodowy Park Pamięci, zrekonstruowano wieżę strażniczą i jeden barak wzorowany na dawniej istniejących.

## Sztuka
Węgiersko-polski film zatytułowany Szökés (Ucieczka, 1996), nagrodzony m.in. dwiema Europejskimi Nagrodami Filmowymi, z rolami Daniela Olbrychskiego i Artura Żmijewskiego, nakręciła Lívia Gyarmathy.